# Думитру Дьяков
Думитру Дьяков (рум. Dumitru Diacov; *10 лютого 1952, село Каргаполлє, Каргапольский район, Курганська область) — молдовський політик і тележурналіст. Спікер Парламенту Молдови (1998–2001).
Почесний голова Демократичної партії Молдови з 2009.

## Біографія
Народився 10 лютого 1952 в селі Каргаполлє Каргапольского району Курганської області. Син молдавських селян (нащадків вихідців з Бессарабії), які в 1949 були депортовані до Сибіру з села Башкалія Комратському району. У 1956 разом з батьками повернувся в село. Його брат Іван Дьяков до листопада 2015 прокурор муніципія Кишиневу.
1974 закінчив факультет журналістики Білоруського державного університету (Мінськ), отримавши спеціальність «журналіст». До 1977 року працював редактором і головним редактором передач на Телебаченні Молдови. У період 1989–1993, був головою відділу інформаційного агентства ІТАР-ТАСС в Бухаресті.

## Політична кар'єра
1994 обирається у Парламент Молдови за списками Аграрної демократичної партії Молдови. У період з 1995 по 1998 був віце-спікером Парламенту Молдови. Після парламентських виборів 1998, 23 квітня обраний головою молдовського парламенту XIII скликання. Обіймав цю посаду до 20 березня 2001, до виборів нового парламенту. У 1997–2000 Дьяков був головою суспільно-політичного руху «За демократичну і процвітаючу Молдову». На виборах 22 березня 1998 його партія отримала 18,16 % голосів і 24 місць в парламенті (з 101).
З 2000 — голова Демократичної партії Молдови. На парламентських виборах 25 лютого 2001 Демократична партія Молдови (ДПМ), отримує 5,02 % голосів і жодного місця в парламенті. На парламентських виборах 6 березня 2005 Демократична партія Молдови (ДПМ), а також Альянс «Наша Молдова» (АНМ) і Соціал-ліберальна партія (СЛП) беруть участь у складі блоку «Демократична Молдова» (БДМ), який отримує 28,53 % голосів і 34 місця в парламенті.
Після виборів, 8 депутатів Демократичної партії виходять з блоку «Демократична Молдова» і створюють свою власну фракцію, яка підтримує Володимира Вороніна на виборах Президента Республіки Молдова.
Тепер Дьяков є почесним головою Демократичної партії і лідером парламентської фракції ДПМ.

## Володіння мовами
Думитру Дьяков вільно володіє румунською, російською і трохи французькою мовою.